# Imaginaerum (film)
Imaginaerum – fińsko-kanadyjski film muzyczny reżyserii Stobe Harju, oparty na opowieści autorstwa Tuomasa Holopainena. Zawiera kompozycje pochodzące z albumu muzycznego o tej samej nazwie z repertuaru fińskiego zespołu Nightwish. Obydwie produkcje były równocześnie realizowane; pierwotnie nosiły nazwę Imaginarium. Film produkcji Markusa Selina, wytwórni Solar Films, jest reżyserskim debiutem Stobe Harju. Data jego premiery w Finlandii została wyznaczona na 23 listopada 2012 roku.
Do budżetu wynoszącego 3,7 miliona dolarów Imaginaerum otrzymał dofinansowanie od fińskiej instytucji rządowej, Suomen Elokuvasäätiö, wynoszące równowartość 575 tysięcy dolarów.
Film opowiada o sędziwym autorze piosenek, przekonanym o tym, jakoby miał być dzieckiem. Śni o snach z dzieciństwa, pomieszanych z dziecinnymi marzeniami o świecie fantazji i muzyki.

## Obsada
Opracowano na podstawie materiału źródłowego
Nightwish
- Tuomas Holopainen – Thomas Whitman w wieku 47 lat
- Anette Olzon – Ann
- Marco Hietala – Marcus
- Erno Vuorinen – Emil
- Jukka Nevalainen – Jack

Pozostała obsada
- Marianne Farley – Gem Whitman w wieku 35 lat
- Quinn Lord – Thomas Whitman w wieku 10 lat
- Francis-Xavier McCarthy – Thomas Whitman w wieku 70 lat
- Ilkka Villi – Theodore Whitman i Pan White
- Joanna Noyes – Ann w wieku 73 lat
- Keyanna Fielding – Gem Whitman w wieku 7 lat
- Stephane Demers – blaszany żołnierz
- Ron Lea – Dr. Jansson
- Hélène Robitaille – tancerka (arabesque)
- Troy Donockley – czarodziej, pomocnik Gem Whitman
- Victoria Ann Jung – Ann w wieku 8 lat
- Elias Toufexis – głos Pana White
- Madison McAleer – sierotka
- Glenda Braganza – pielęgniarka Toma

## Imaginaerum by Nightwish, The Score
Płyta ze ścieżką dźwiękową z filmu została wydana w przedsprzedaży na stronie internetowej zespołu Nightwish. Poszczególne utwory, autorstwa Petri Alanko, są interpretacjami utworów uprzednio wydanych na albumie Imaginaerum. Datę wydania ścieżki dźwiękowej wyznaczono na 9 listopada 2012.
1. „Find Your Story” – 2:30
2. „Orphanage Airlines” – 4:34
3. „Undertow” – 5:17
4. „Spying in the Doorway” – 3:03
5. „A Crackling Sphere” – 3:59
6. „Sundown” – 5:33
7. „Wonderfields” – 5:31
8. „Hey, Buddy” – 3:03
9. „Deeper Down” – 3:28
10. „Dare to Enter” – 1:50
11. „I Have to Let You Go” – 8:16
12. „Heart Lying Still” – 4:00
13. „From G to E Minor” – 2:32

## Tworzenie
Na początku jesieni 2008 roku Tuomas Holopainen przedstawił pomysł produkcji filmowej reżyserii Stobe Harju (reżysera teledysku „The Islander”), w której udział wezmą członkowie zespołu Nightwish. Harju zaakceptował to przedsięwzięcie. Holopainen planował nakręcić trzynaście oddzielnych klipów odpowiadających poszczególnym utworom z albumu muzycznego, jednak Harju podsunął myśl dołączenia dialogów. Napisał 70-stronnicowy projekt scenariusza oparty na pomysłach Holopainena. Zadecydowano, że zamiast serii klipów zostanie nakręcony film zawierający dłuższą opowieść, tworzony równocześnie z albumem.
Holopainen poinformował, że czerpał inspiracje z prac Tima Burtona, Neila Gaimana i Salwadora Dalí. Harju opisał musicalowy styl Imaginaerum jako skrzyżowanie Moulin Rouge! ze Ścianą autorstwa zespołu Pink Floyd. Film ma zawierać elementy CGI i inne efekty specjalne.
Członkowie zespołu Nightwish mają pojawić się w filmie grając pomniejsze role oraz grając siebie samych wykonujących utwory ze swojego repertuaru. Harju chciał, by widz „odczuwał obecność zespołu Nightwish” i postaciom granym przez muzyków nadał imiona wzorowane na imionach muzyków: Anette Olzon gra Ann, Tuomas Holopainen – Toma, Marco Hietala – Marcusa, Erno Vuorinen– Emila, a Jukka Nevalainen – Jacka.
Część utworów pojawiających się w ścieżce dźwiękowej będzie nieco zmieniona w stosunku do albumu Imaginaerum, zostaną także dołączone utwory z gatunku muzyki filmowej autorstwa Petri Alanko, kompozytora muzyki z gry Alan Wake, w której umieszczone są cut scenki reżyserii Harju. Według Holopainena film ma trwać „około 80 minut”.
Pod koniec maja 2011 roku zostały wniesione ostatnie poprawki do scenariusza i zaczęto etap postprodukcji jeszcze przed zakończeniem kręcenia scen. Ujawniono, że pojawi się animowana postać, „która zostanie z pewnością zapamiętana przez wielu fanów Nightwish”. Wpis na stronie Nightwish zaczynał się od słów: „W żadnym razie Imaginaerum nie będzie filmem dla dzieci, lecz mrocznym i niosącym niepokój fantasy; światem marzeń, w którym nie ma niespodzianek”. 
Casting zakończył się w sierpniu 2011 roku, kręcenie filmu trwało 18 dni między we wrześniu i październiku 2011, głównie w Montrealu. Basista Nightwish Marco Hietala powiedział, że kręcenie scen z udziałem członków zespołu ukończono 23 września 2011 roku.
Zwiastun filmu został udostępniony na YouTube przez Nightwish 24 kwietnia 2012 roku. Dłuższą wersję opublikowano 16 października 2012.